# Menhir de la Cabeça do Rochedo
Le menhir de la Cabeça do Rochedo (« menhir de la Tête de Rocher ») est un menhir, situé à Lagos, dans le District de Faro au Portugal.

## Localisation
Le menhir se trouve près d'une carrière, au lieu-dit Figueiral, sur le territoire de la freguesia de Bensafrim.
L'accès est à environ 500 mètres de la route N120, de Lagos à Bensafrim. Le menhir ne peut plus être observé qu'à une distance de 50 mètres.

## Caractéristiques
Il se présente comme un monolithe érigé de deux mètres de hauteur, de forme cylindrique et phallique. Il est détérioré au centre, où se trouve une grande déchirure, et à l'extrémité supérieure, où il est ébréché en diagonale. Une spirale décorative peut être aperçue en l'observant sous le bon angle.

## Historique
Il faisait partie d'un ensemble de huit monuments de même type, implantés à proximité d'un village de l'époque néolithique. L'un des menhirs aurait été dérobé, les six autres ont été retirés du lieu par la municipalité de Lagos, seul celui-ci est resté à l'emplacement originel.